# Тирновська конституція
Ти́рновська конститу́ція (болг. Търновска конституция) — перша конституція Болгарії, ухвалена на установчому засіданні Народних зборів Болгарії 16 (28) квітня 1879 року у місті Велико-Тирново у північній Болгарії. Відіграла величезну роль у становленні нової незалежної болгарської держави.
Створено комісією на чолі із Олександром Дондуковим-Корсаковим, що взяв за основу Конституції Сербії та Румунії. Комісія у складі завідувача судового відділу цивільного управління у Болгарії С.І.Лук'янова, М.П.Гаккеля почала роботу у травні 1878 року. Дондуков-Корсаков з дорадчою митою розіслав їм низку питань болгарським митрополитам, віцегубернаторам, головам судів, особисто болгарському екзарху Йосипу, керуючому відділом народної освіти та духовних справ російського цивільного управління в Болгарії професору Марину Дринову, які стосувалися складу народних зборів для обрання князя, віросповідання царюючої династії, порядку престолонаслідування, регентства, повноліття князя, кількості палат, порядку обрання їх членів, духовних діячів щодо створення Сенату, або Державної ради та її складу.  
Спочатку отримала назву Органічного статуту. Проєкт було відправлено до Санкт-Петербурга військовому міністру Дмитру Мілютіну, він розглядався в Міністерстві закордонних справ, потім військовому міністерстві, а потім був направлений на розгляд до спеціальної комісії при II відділенні власної імперської канцелярії. Проєкт, із внесеними до нього змінами, повернули імператорському комісару 27 грудня 1878 року, і за наказом князя Дондукова-Корсакова його було перекладено болгарською мовою.
Органічний статут розглядався Народними зборами Болгарії у складі 118 осіб (з них 89 осіб було обрано болгарським населенням), скликаним 10 лютого 1879 року в Тирново. Їх очолював уповноважений С.І.Лук'янов. Прийнято Конституцію 16 квітня 1879 року.
Тирновська конституція мала ліберальний характер та визначила функції та повноваження центральних органів влади згідно з принципом розподілу влад на законодавчу, виконавчу та судову. Також конституція проголосила підзвітність міністерств, депутатську недоторканність, недоторканність приватної власності та містила положення, що формально проголошували Болгарську православну церкву офіційною церквою країни.
З поправками 1893 та 1911 років, що посилювали владу монарха, Тирновська конституція діяла до 4 грудня 1947 року. Згодом замість неї було проголошено Конституцію Народної Республіки Болгарія.